# 金瓯号装甲蚊子船
“金瓯”号是一艘曾服役于清朝新式海军旗下的装甲蚊子船。本舰于1875年由江南制造局建造，是中国第一艘自行建造的铁甲舰，也是世界军事史上首艘装备有水线防护铁甲的炮舰。
本舰在建造过程中方案几经修改，融合了多种舰型的特征，其中包括来自炮艇和铁甲舰的元素。虽然在设计上，“金瓯”号有诸多创新，但由于实用性不佳而未被重用。该舰建成后被分配给南洋水师，并一直服役至民国初年。

## 设计
作为唯一一艘安装装甲和一门170毫米克虏伯炮的蚊子船，“金瓯”号在江南制造局中的建造编号为第七号。本舰既是江南制造局为南洋水师建造的第一艘铁甲炮舰，也是中国服役的第一艘国产装甲舰。在当时，本舰被称为“西方世界的恐怖”（"The Terror of the Western World"）。为了建造该舰，江南制造局专门建造了船坞。该舰设计常因相似性而被与英国皇家海军“坚定”号相比较，但后者的克虏伯主炮并没有额外的围挡防护。
本舰水线长104英尺（32），舷宽20英尺4英寸（6.20），舰首吃水6英尺6英寸（1.98），舰尾吃水7英尺（2.1），满载排水量195公噸（192長噸）。舰载推进系统包括一台340匹指示馬力（250千瓦特）的往复式发动机和双轴暗轮，提供巡航速度为10節（19每小時；12英里每小時）。上层建筑上竖立单根烟囱。常规核定船员编制为40名。全舰物料费用总计62586.09两。
“金瓯”号的主要武装是一门安装在可升降的炮塔底座上的克虏伯炮。这门炮可以移动到装甲舰的船体内，炮口可升降也可左右调节以发射128磅开花弹。炮塔底座设置在单烟囱前方，两侧的壁上都开有方便射手观察的窗口。因主炮射界较为有限，实际炮击中需要不断调整舰首朝向，降低了设计实用性。除此之外，本舰舰首还装有一个向前的撞角，以用来平衡发动机的重量。
本舰全身覆盖着铁甲板，全身以铁铆接工艺建造。甲板装甲厚2.625英寸（6.67）至2.375英寸（6.03），背衬柚木厚4.75英寸（12.1）；舰体两侧的镀铁层厚度为2.375英寸（6.03）至1.875英寸（4.76），柚木背衬同样是4.75英寸（12.1）厚。这个最初的设计是为了使本舰能够作为一种以河滩为基础的浅水装甲舰，主要在靠近黄浦江口的长江附近水域。然而，李鸿章提出该舰应当被用于保卫海河，这一需求使得本舰需要具备海上航行能力。之后，设计方更改了相关设计，以改善舰体的浮力。虽然本舰成功采用了大量先进技术，但由于当时中国总体工业水平不高，产品稳定性较低，后续自建大型铁甲舰的计划也并未继续展开。

## 服役
本舰在建成前并未定名，因此在西方资料中被记录为“Tiong Sing”或者“Tion Sing”，直到1877年12月才由沈葆桢正式定名为“金瓯”号。以现有资料，推测本舰开工于1874年，据1875年1月1日时的《申报》的报道可知该舰工程过半。原定于1895年9月1日下水，然而下水当日，舰体被卡在滑道上。于是在9月15日，该舰进行了第二次下水。入役初期，“金瓯”号并没有被送到海河，而是按照最初的计划。南洋水师成立后，本舰被划归其下。直到1888年中法战争之后，本舰依旧在服役中。1892年，“金瓯”号被时任两江总督刘坤一调驻湖北。到1902年，本舰在甲午战争中幸存下来，成为驻扎在福州和广州的南洋水师的一部分。在此期间，驻扎在海河的北洋水师的舰只或者被摧毁，或者被俘。1909年南北洋水师合并后，本舰又被划入新成立的长江舰队。
民国成立后“金瓯”号在安徽服役，暂无准确的后续记录，推测被拆解。有来源推测其于1914年除役，也有来源指其在1925年前后仍旧在服役中。

## 脚注

### 引文
1. 1 2 3  刘传标 2011，第182頁
2. 1 2 3  张恩东 2018，第298頁
3. ↑  李孝悌 & 陈学然 2017，第222頁
4. 1 2 3  《中国舰艇工业历史资料丛书》编辑部 1994，第922頁
5. ↑  刘传标 2011，第181頁
6. 1 2 3 4  汪丛勇 2008，第56頁
7. 1 2  李孝悌 & 陈学然 2017，第227頁
8. 1 2 3 4 5  Wright 2000，第36頁.
9. 1 2  Chesneau & Kolesnik 1979，第398頁.
10. 1 2  刘传标 2011，第180頁
11. 1 2 3 4 5  Wright 2000，第35頁.
12. 1 2 3 4 5  Wright 2000，第37頁.
13. 1 2  陈悦 2015，第109頁
14. 1 2  陈悦 2009，第18頁
15. ↑  李罗力 1997，第1308頁
16. 1 2 3 4 5  李孝悌 & 陈学然 2017，第228頁
17. ↑  王志毅 1986，第77頁
18. ↑  《中国舰艇工业历史资料丛书》编辑部 1994，第922-923頁
19. ↑  李孝悌 & 陈学然 2017，第225-226頁
20. ↑  李孝悌 & 陈学然 2017，第224-226頁
21. ↑  陈悦 2011，第340頁
22. ↑  福州文史资料选辑 1987，第114頁
23. ↑  South Australian Register 1888，第3頁
24. ↑  Appleton's 1902，第109頁.
25. ↑  Chesneau & Kolesnik 1979，第399頁.
26. ↑  Wright 2000，第105頁.
27. ↑  汪丛勇 2008，第57頁